# Liste des sénateurs de la Manche
Liste des sénateurs de la Manche

## Cinquième République

### 2023-2029
- Philippe Bas (LR) jusqu'en mars 2025 puis David Margueritte (LR)[1]
- Béatrice Gosselin (LR)
- Sébastien Fagnen (PS)

### 2017-2023
- Philippe Bas (LR)
- Jean Bizet (LR) puis Valérie Blandin, Alain Sévêque et Béatrice Gosselin
- Jean-Michel Houllegatte (PS)

### 2011-2017
- Jean Bizet (UMP)
- Philippe Bas (UMP)
- Jean-Pierre Godefroy (PS)

### 2001-2011
- Jean Bizet (UMP)
- Jean-Pierre Godefroy (PS)
- Jean-François Le Grand (UMP puis DVD)

### 1992-2001
- Anne Heinis (Républicains indépendants)
- Jean-François Le Grand (UMP)
- Jean-Pierre Tizon[2] puis Jean Bizet (UMP)[3]

### 1983-1992
- René Travert
- Jean-Pierre Tizon
- Jean-François Le Grand

### 1974-1983
- Michel Yver[4]
- Auguste Cousin[5]
- Jean-François Le Grand[6]
- Léon Jozeau-Marigné[7]
- René Travert

### 1965-1974
- Henri Cornat
- René Travert[8]
- Michel Yver[4]
- Léon Jozeau-Marigné

### 1959-1965
- Henri Cornat
- Michel Yver
- Léon Jozeau-Marigné

## Quatrième République

### 1955-1959
- Henri Cornat
- Léon Jozeau-Marigné
- Michel Yver

### 1948-1955
- Léon Jozeau-Marigné
- Michel Yver
- Joseph Lecacheux[9]
- Henri Cornat[10]

### 1946-1948
- Joseph Bocher
- Stanislas Dadu

## Troisième République

### 1933-1941
- Maurice Cabart-Danneville
- Jean Villault-Duchesnois
- Pierre Dudouyt[11]
- Gustave Guérin[12]
- Émile Damecour[13]

### 1924-1933
- Pierre Dudouyt
- Émile Riotteau[14]
- Jean Villault-Duchesnois[15]
- Adrien Gaudin de Villaine[16]
- Maurice Cabart-Danneville[17]

### 1920-1924
- Émile Damecour
- Pierre Dudouyt
- Adrien Gaudin de Villaine
- Émile Riotteau

### 1906-1920
- Elphège Basire[18]
- Charles Maurice Cabart-Danneville[19]
- Adrien Gaudin de Villaine
- Émile Riotteau

### 1897-1906
- Charles Maurice Cabart-Danneville
- Hippolyte Morel[20]
- Elphège Basire[21]
- Jules Labiche[22]

### 1888-1897
- Jules Labiche
- Hippolyte Morel[23]
- Émile Lenoël[24]
- Ernest Briens[25]
- Auguste Sébire[26]
- Charles Maurice Cabart-Danneville[27]

### 1879-1888
- Émile Lenoël
- Jules Labiche
- Jules Dufresne[28]
- Auguste Sébire[29]

### 1876-1879
- Jules d'Auxais
- Napoléon Daru
- François Hervé de Saint-Germain

## Sénateurs du Second Empireoriginaires de laManche(1852-1870)
- Jules Polydore, comte Le Marois
- Urbain Le Verrier
- Achille Félicité Goulhot de Saint-Germain[30] (1803-1875), député de la Manche à l'Assemblée nationale législative de 1849 ;
- Jacques Félix Meslin (1785-1872), général de division, député de la Manche (1846-1848, 1852-1869)

## Source
- Site du Sénat français